# Abbreviator
En abbreviator är en påvlig kansliskrivare som uppsätter och utfärdar påvliga brev och handlingar, med mera. Ordet kommer från det latinska ordet brevis som betyder kort.